# 狂熱球迷

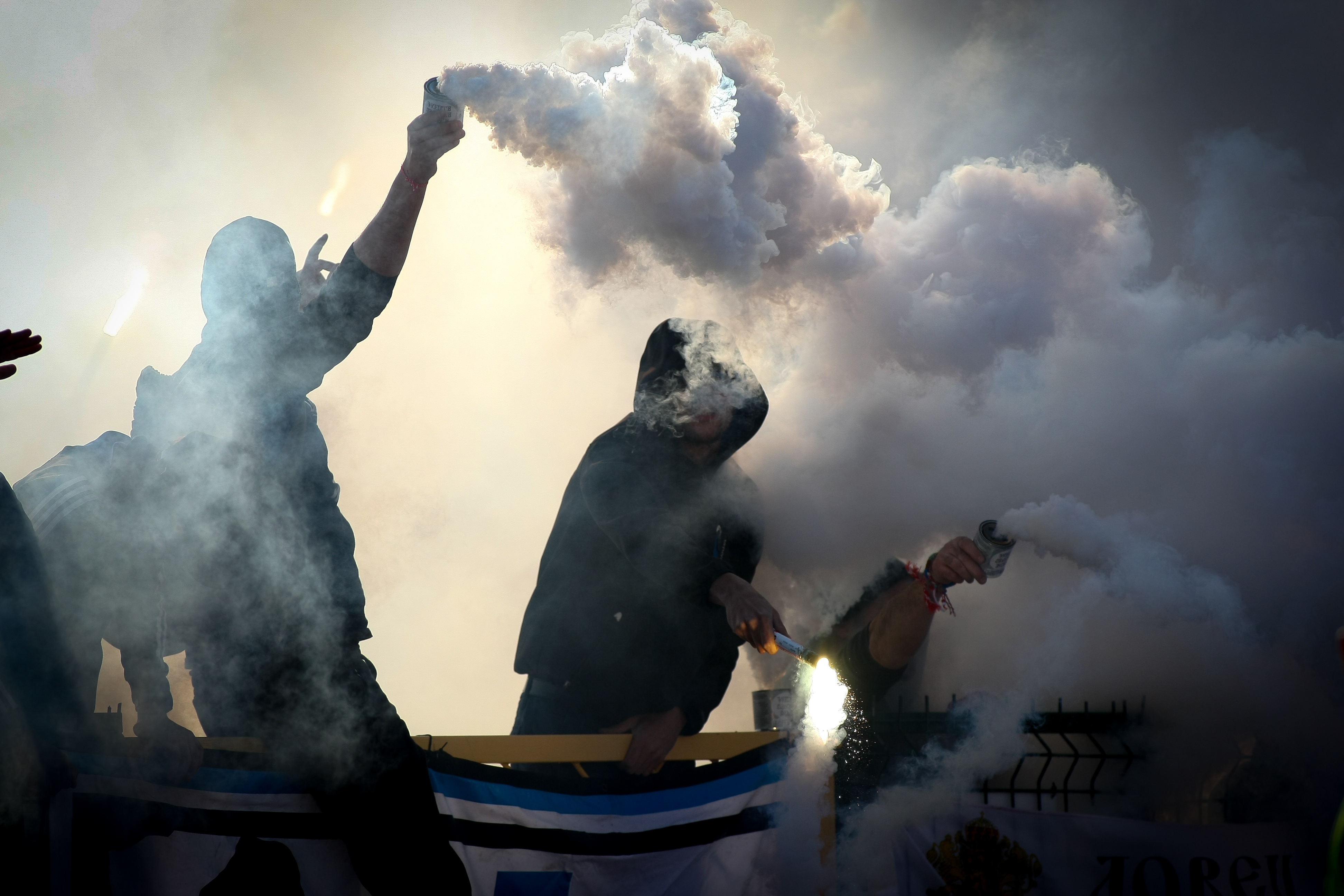
Ultras of Levski Sofia

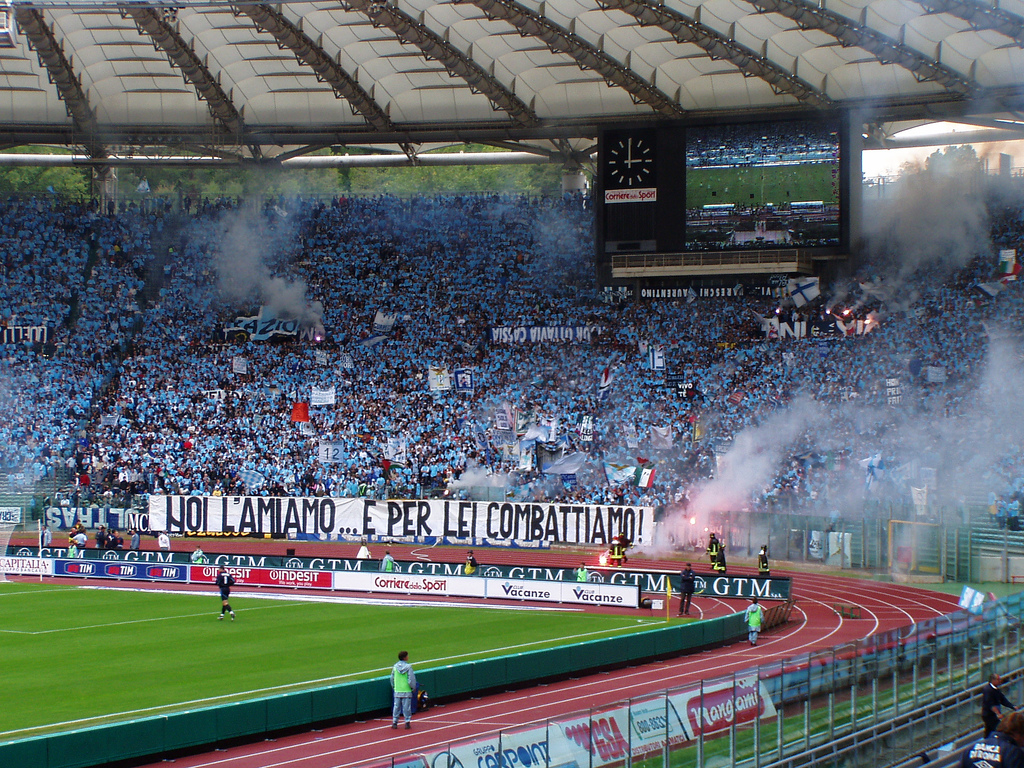
Ultras of Lazio

狂热球迷（Ultras）是以疯狂支持足球而闻名的足球迷文化。这个术语起源于意大利，但广泛使用在世界各地，用于描述有集体组织的足球俱乐部球迷。狂热球迷团体的行为倾向包括高唱应援歌、演奏鼓等乐器、使用发焰筒和发烟筒、在足球场上展示旗帜和横幅等，所有这些行为的目的是营造士气鼓励自己支持球队，并营造威吓对方球员及其支持者的氛围。
尽管与足球流氓集团不同，狂热球迷并没有与敌方球迷打斗的明确目标，但狂热球迷对许多足球流氓行为及暴力案件负有责任。 某些情况下，狂热球迷还与新纳粹主义、其他形式的极右翼 或极左翼 政治意识形态直接相关。这些流氓和政治化行为的现象，甚至更胜于表现对球队的支持，成为狂热支持者的次要特征。
2000年代后期开始，狂热球迷文化成为反对体育和足球商业化的焦点。 狂热球迷在其他区域也有变体术语，例如：西班牙语美洲的拉丁美洲狂热球迷（barra bravas）和巴西的巴西狂热球迷（Torcidas Organizadas）。